# Psicrometría

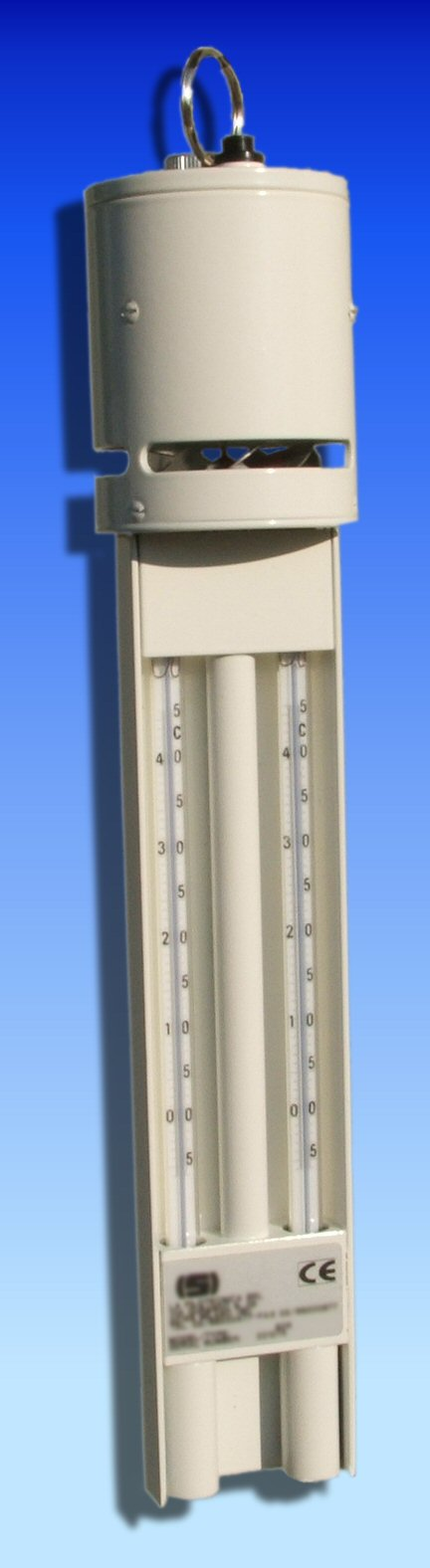
Psicrómetro de Asmann de circulación forzada.

La Psicrometría (del griego ψυχρομετρία, compuesto por ψυχρός, «frío», y μετρία, «medición») es una rama de la ciencia dedicada al estudio de las propiedades termodinámicas del aire húmedo y al efecto de la humedad atmosférica en los materiales y en el confort humano.
El aire húmedo está constituido por una mezcla de aire seco y vapor de agua. El cálculo de sus parámetros, se puede hacer analíticamente mediante las ecuaciones que los relacionan o gráficamente mediante diagramas construidos a partir de esas ecuaciones. En la práctica se utiliza más este segundo método, por su rapidez sin gran menoscabo de la exactitud y porque ofrecen un resultado visual de la transformación. Con la aparición de los sistemas digitalizados de medición, todas estas operaciones se efectúan automáticamente gracias a la capacidad de cálculo de dispositivos informáticos programados al efecto.

## Usos
El cálculo psicrométrico y el estudio de las transformaciones del aire son necesarios para su acondicionamiento en multitud de campos: conservación de alimentos en cámaras, climatización de locales, procesos de secado y fabricación de medicamentos, metrología, atmósferas explosivas, ambientes en salas de informática, industria textil, salas blancas, etc.

## Diagrama psicrométrico
Un diagrama psicrométrico o carta psicrométrica es un gráfico integrado por familias de curvas, trazadas a partir de las ecuaciones de estado que relacionan los parámetros que caracterizan la mezcla aire-vapor de agua.
Para poder determinar todos los parámetros del aire húmedo, se necesitan conocer previamente, al menos tres de ellos. Con esta premisa, resulta complicado representar la resolución de un problema en un gráfico de dos dimensiones. Para solventar el problema, se fija una de las variables: la presión atmosférica. Esto implica que se requiere un diagrama distinto para cada localidad, según sea su altitud sobre el nivel del mar, o bien, resolver el problema sobre un diagrama cualquiera y posteriormente corregir los resultados en función de la diferencia de presiones entre el diagrama utilizado y la localidad en cuestión. La mayor parte de los diagramas están construidos para la presión a nivel del mar (101.325 Pa)
|  |  |

Solventado este problema, se trata de marcar en unos ejes coordenados un punto a partir de dos variables conocidas y leer el valor de todas las demás líneas que pasan por ese punto, que representan un valor constante de cada parámetro y han sido trazadas a partir de las ecuaciones de estado correspondientes.
Existen tres tipos de diagrama según su construcción:
El diagrama de Mollier: utiliza como variables independientes; la humedad específica en el eje de abscisas y la entalpía en ordenadas, de forma que las líneas paralelas verticales son líneas de humedad específica constante y las paralelas horizontales, lo son de entalpía constante, las demás variables vienen representadas por familias de curvas con distintas inclinaciones. Los ejes en este diagrama forman un ángulo bastante menor de 90°, generalmente 40º.
El origen de entalpías se toma en t=0 °C y w= 0 g vapor agua/kg aire seco.
El diagrama de ASHRAE (American Society of heating, Refrigerating and Air-Conditoning Enginers) es el propuesto por esta entidad Americana,  líder en la investigación y tecnología del aire acondicionado. Las variables elegidas para los ejes son : la temperatura seca en abscisas y humedad específica en ordenadas. El eje vertical se sitúa a la derecha del plano, al contrario que el de Mollier que se ubica a la izquierda. Los ejes forman un ángulo algo mayor de 90°. El origen de entalpías es el mismo que el de Mollier.
El diagrama de Carrier. Es el más utilizado actualmente. Todo lo dicho a continuación, se refiere a este diagrama.
En él se representan la temperatura seca en "abcisas" y la humedad específica en "ordenadas". Los ejes forman un ángulo de 92,5° con lo cual, las líneas de entalpía del aire húmedo constante y de temperatura de bulbo húmedo constante son prácticamente líneas rectas. Estas dos líneas, realmente arcos de hipérbola, resultan casi coincidentes, en la zona más normalmente utilizada, debido al proceso de saturación adiabático considerado.  Por esta circunstancia,  algunos diagramas solo representan la línea de bulbo húmedo y algunos además, añaden una familia de curvas de desviación de la entalpía respecto al valor leído sobre la línea de temperatura húmeda.
Otra consideración es el origen de entalpías. En el diagrama de Carrier, el valor de entalpía 0, se sitúa en el punto de temperatura seca 0 °C  y humedad relativa 100 %, diferente de los tomados en el de Mollier y en el de ASHRAE, por lo que los valores absolutos de entalpía para un punto determinado son diferentes en cada diagrama, pero no las diferencias relativas entre dos puntos que son idénticas en todos ellos.
Las distintas líneas que forman el diagrama psicrométrico se definen a continuación:
- Líneas de temperatura seca constante

La temperatura seca es una de las variables independientes y está representada en el eje X. Son líneas paralelas al eje Y. Su unidad es °C.
- Líneas de humedad constante

La humedad es la otra variable independiente y está representada en el eje Y. Son líneas paralelas al eje X. Este eje está a la derecha del diagrama. Su unidad es g o kg de vapor de agua/kg de aire seco.
- Líneas de presión de vapor constante

Existe una relación directa entre la humedad específica y la presión parcial de vapor, con lo que, a veces,  se añade una doble escala en el eje Y representando la presión parcial de vapor. Las líneas de presión parcial de vapor constante son paralelas al eje X. Su unidad es el pascal.
- Líneas de humedad relativa constante

Son líneas curvas expresadas en tanto por ciento. La correspondiente al 100 % es la denominada curva de saturación, que limita el diagrama por su lado izquierdo. 
- Líneas de temperatura húmeda constante

Son arcos de hipérbola, aunque en su representación gráfica son prácticamente líneas rectas de pendiente negativa con respecto a los ejes. Su unidad es °C.
- Líneas de entalpía específica constante

Son arcos de hipérbola, aunque en su representación gráfica son prácticamente líneas rectas de pendiente negativa con respecto a los ejes y prácticamente coincidentes con  las de temperatura húmeda constante. Las unidades de la entalpía específica son. kJ/kg de aire seco. En el sistema Técnico (aún muy utilizado) kcal/kg aire seco.
- Líneas de temperatura de rocío constante

Como la temperatura de rocío depende únicamente de la presión parcial del vapor, se puede añadir al diagrama una tercera escala en el eje Y con la temperatura de rocío, siendo la línea de temperatura de rocío constante paralela al eje X. Se suele representar dicha temperatura sobre la línea de saturación, correspondiente a una humedad relativa del 100 %.
- Líneas de volumen específico constante

Son aparentemente rectas paralelas con cierta pendiente sobre los ejes. Sus unidades son m³/kg aire seco.

## Procesos psicrométricos

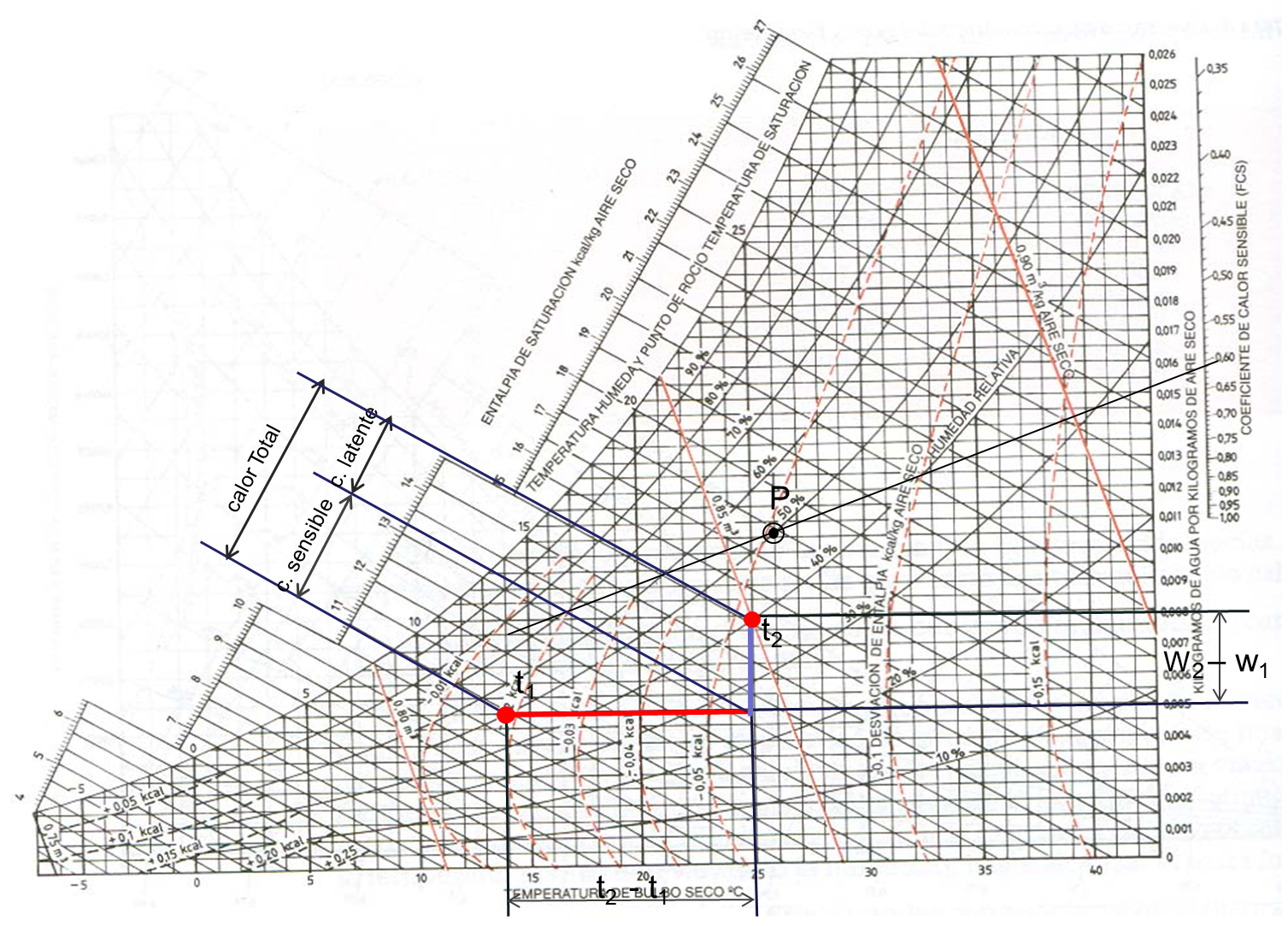
Diagrama psicrométrico. Calor sensible y calor latente

### Calor sensible y latente
Se supone una UTA que introduce {\displaystyle {\dot {m}}} kg/s de aire en un local. Las características de ese aire son las correspondientes al punto t1 del diagrama, es decir, temperatura {\displaystyle t_{1}}, entalpía {\displaystyle h_{1}}, y humedad específica {\displaystyle w_{1}}. El aire, después de pasar por el local, es aspirado de nuevo por la UTA  en las condiciones del punto t2, es decir, su temperatura ha pasado de {\displaystyle t_{1}\rightarrow t_{2}}, absorbiendo una carga sensible, {\displaystyle Q_{s}}, su humedad específica ha pasado de {\displaystyle w_{1}\rightarrow w_{2}}, absorbiendo una carga latente, {\displaystyle Q_{L}}, y su entalpía ha pasado de {\displaystyle h_{1}\rightarrow h_{2}} al absorber la carga total.
{\displaystyle Q_{T}=Q_{s}+Q_{L}}
El calor total añadido al aire cuando pasa por el local será:
{\displaystyle Q_{T}={\dot {m}}.(h_{2}-h_{1})}
{\displaystyle Q_{T}} en kW ; {\displaystyle {\dot {m}}} en kg/s ; {\displaystyle h} en kJ/kgas
Para desglosar el calor total en sus componentes sensible y latente se pueden tener en cuenta las expresiones de la entalpía del aire y del agua en función de las temperaturas y de las humedades específicas:
- Calor sensible: {\displaystyle Q_{S}={\dot {m}}.(h^{'}-h_{1})={\dot {m}}.(t_{2}-t_{1})(c_{p_{as}}+w_{2}.C_{p_{v}})}

Teniendo en cuenta que el calor específico del aire seco es {\displaystyle c_{p_{as}}=1kJ/(kg.K)} y que el segundo sumando es muy pequeño, en la práctica se toma:
{\displaystyle Q_{s}={\dot {m}}(h^{'}-h_{1})={\dot {m}}.(t_{2}-t_{1})=1,2.V.(t_{2}-t_{1})}
Siendo V el caudal volumétrico en m³/s y tomando como volumen específico del aire {\displaystyle v_{e}}=0,833 m³/kgas.
- Calor latente:  {\displaystyle Q_{L}={\dot {m}}.(h_{2}-h^{'})={\dot {m}}.(w_{2}-w_{1})(L_{v}+c_{p_{v}}.t_{2})\approx {\dot {m}}(w_{2}-w_{1}).L_{v}=3.000.V.(w_{2}-w_{1})}

Tomando: {\displaystyle w} en kg/kgas;como calor latente de vaporización: {\displaystyle L_{v}}=2.501 kJ/kg ; calor específico del vapor:{\displaystyle c_{p_{v}}}=1,805 kJ/(kg.K)
Con estas relaciones se puede calcular el caudal de aire necesario para compensar las cargas del local.

### Factor térmico y factor de calentamiento sensible
Una recta cualquiera en el diagrama psicrométrico,representa un proceso en el cual la evolución de las propiedades del aire húmedo tiene lugar de modo que el aumento de entalpía es proporcional al cambio en la humedad específica. Cada proceso lineal, por tanto, tiene un factor térmico definido por:
{\displaystyle FT={\frac {\Delta h}{\Delta w}}}
La recta que cumple esta condición se conoce como recta de maniobra y resulta ser un parámetro que relaciona las condiciones de la corriente de aire anteriores y posteriores a realizarse la transformación. La recta de maniobra se utiliza para caracterizar un local, una UTA o cualquier equipo en el que una única corriente de aire tenga unas condiciones definidas de entrada y salida. Para determinar un proceso completo de acondicionamiento, es imprescindible prefijar alguna propiedad del aire de impulsión, como por ejemplo su temperatura seca. Existen infinitas posibilidades de eliminar las cargas de un local, combinando de diversas formas el caudal impulsado con las condiciones de impulsión.
Todos estos posibles puntos representativos del aire de impulsión se encuentran en una línea que, pasando por el punto representativo del estado del local, tiene la dirección que corresponde al factor térmico dado. Esta recta se denomina recta de maniobra del local:
{\displaystyle RM={\frac {h_{2}-h_{1}}{w_{2}-w_{1}}}={\frac {\Delta h}{\Delta w}}}
Normalmente, lo que se conoce son las condiciones existentes en el local, con las cuales se calculan las cargas del mismo en forma de calor sensible y latente, por lo que resulta más sencillo definir una relación con estos valores. El factor de calor sensible (FCS) es el cociente entre el calor sensible respecto al calor total transferido al aire:
{\displaystyle {\frac {Q_{sen}}{Q_{T}}}={\frac {{\dot {m}}.(t_{2}-t_{1})}{{\dot {m}}.(h_{2}-h_{1})}}}
El factor de calor sensible es un factor adimensional. Como se puede observar:
- No depende del caudal de aire seco tratado.
- No depende prácticamente de las condiciones del aire de entrada.

La pendiente de la recta del factor de calor sensible se obtiene de la escala  existente en la parte derecha del diagrama, junto con el polo P, normalmente (26,7 °C, 50 %), debiéndose trazar posteriormente una paralela por el punto que representa las condiciones del local, que a su vez son las de entrada al equipo, definiendo esta recta como el lugar geométrico de los puntos donde se podrán encontrar las condiciones de salida.
Hay varios procesos posibles:
1. Procesos de calor sensible constante (indicados por una temperatura de bulbo seco constante).
2. Procesos de calor latente constante (indicados por un contenido de humedad constante y una temperatura de punto de rocío constante).
3. Procesos de entalpía constante o adiabáticos (indicados por una temperatura de bulbo húmedo constante).
4. O, finalmente, una modificación que representa una combinación cualquiera de los anteriores y que no procede a lo largo de ninguna de las líneas de procesos anteriores.